# OsCommerce
Het programma osCommerce is opensourcesoftware waarmee een onlinewinkel kan worden gestart en onderhouden. Om osCommerce te kunnen gebruiken is een server nodig waarop een webserver (bijvoorbeeld Apache), PHP en MySQL zijn geïnstalleerd.
De online betaaloplossingen van ChronoPay, MultiSafePay, TrustCommerce, SecPay, iPayment kunnen automatisch worden geïnstalleerd. Vele andere betaalmodules zoals iDeal en PayPal zijn ook beschikbaar.